# Kim Dong-moon
Kim Dong-moon (n. 22 septembrie 1975, Gokseong, Jeolla de Sud, Coreea de Sud) este un jucător de badminton ce a reprezentat Coreea de Sud, medaliat olimpic. A participat la 3 ediții ale Jocurilor Olimpice (1996, 2000, 2004) în care a câștigat două medalii de aur și o medalie de bronz.